# Asrihal, Chiknayakanhalli
Asrihal là một làng thuộc tehsil Chiknayakanhalli, huyện Tumkur, bang Karnataka, Ấn Độ.